# Hohe Wand
Hohe Wand osztrák község Alsó-Ausztria Bécsújhelyvidéki járásában. 2020 januárjában 1402 lakosa volt.

## Elhelyezkedése

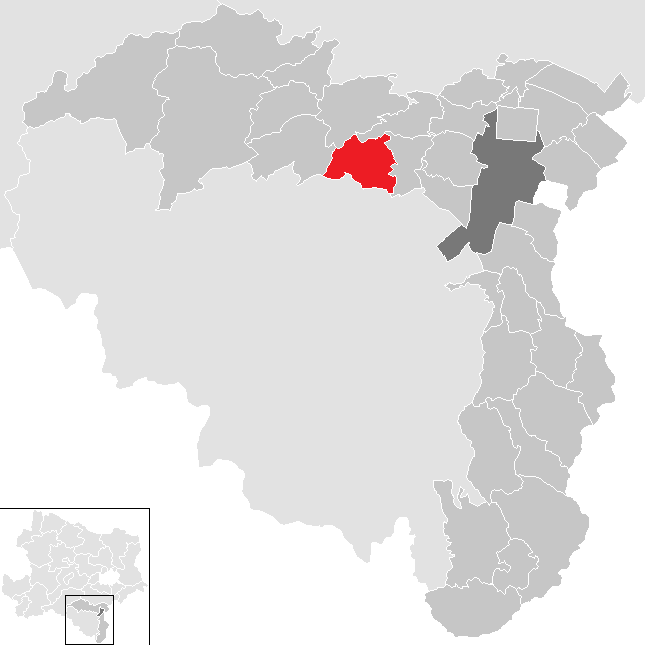
Hohe Wand a Bécsújhelyvidéki járásban

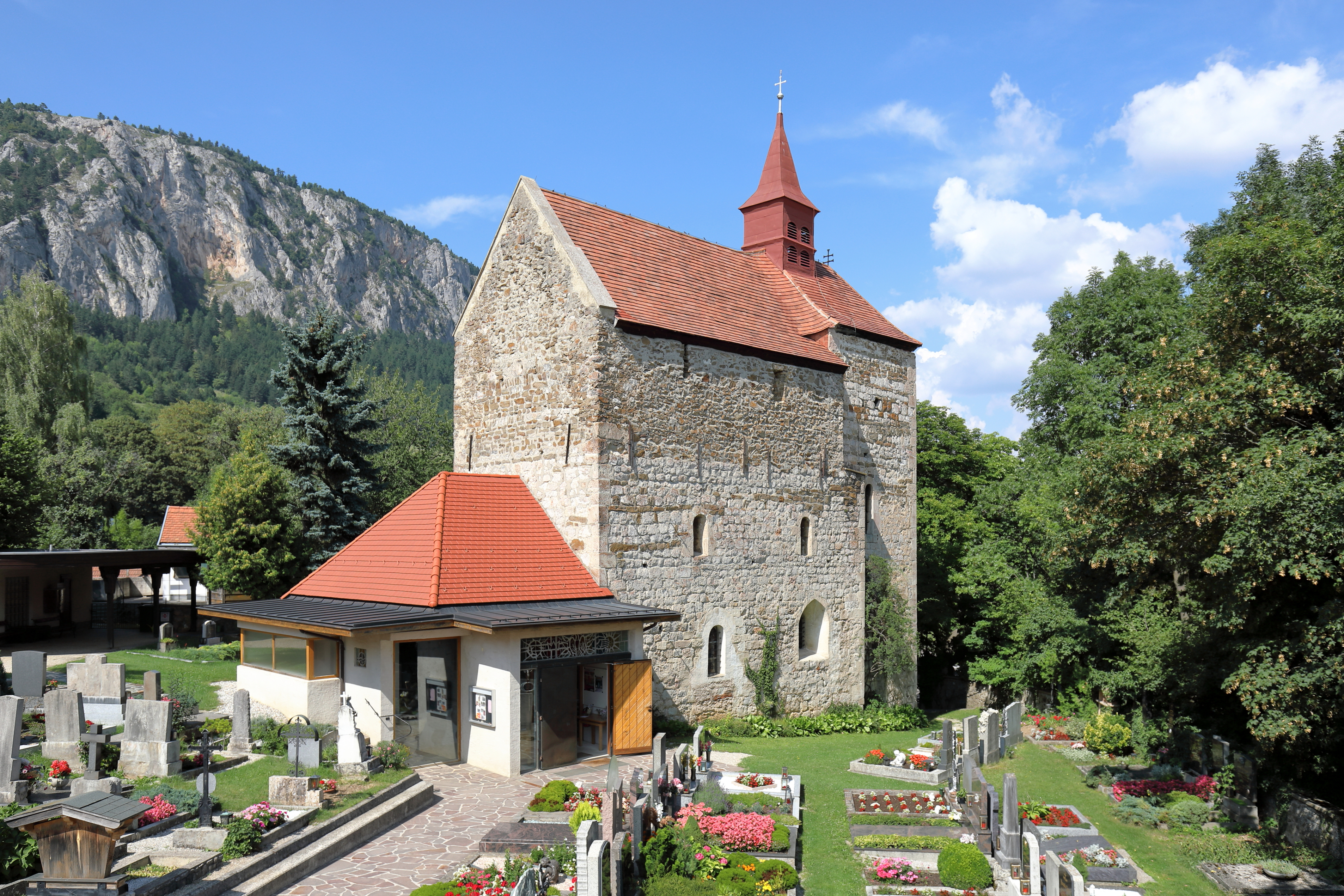
A Keresztelő Szt. János-plébániatemplom

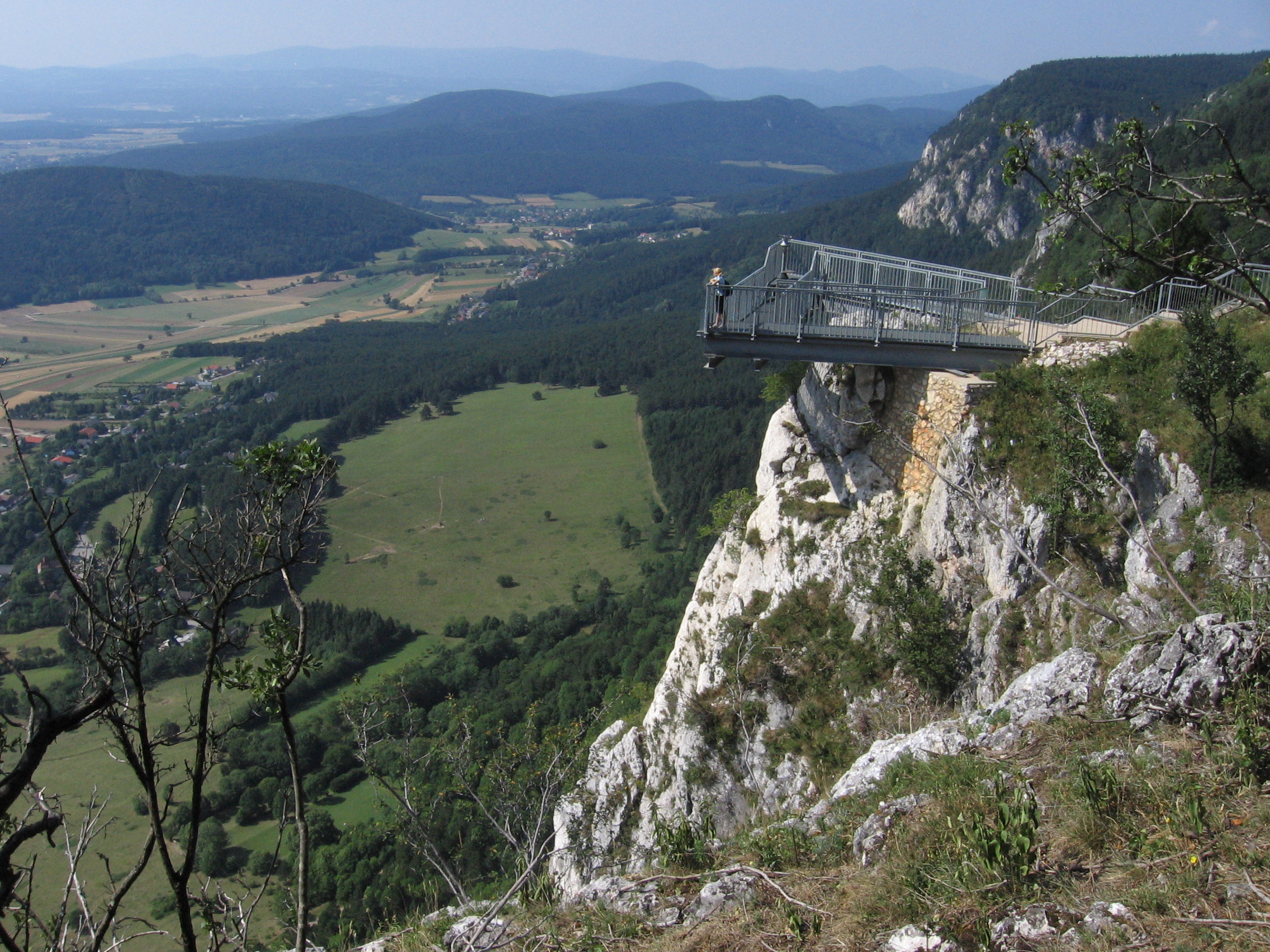
A Hohe Wand-hegység egyik kilátója

Hohe Wand a tartomány Industrieviertel régiójában fekszik a Gutensteini-Alpok keleti részén. Nagyrészt hozzá tartozik a Hohe Wand-hegység és a Hohe Wand-natúrpark. Területének 55,2%-a erdő, 35,7% áll mezőgazdasági művelés alatt. Az önkormányzat 4 településrészt és falut egyesít: Gaaden (122 lakos 2020-ban), Maiersdorf (665), Netting (84) és Stollhof (531). A kataszteri közösségek Gaaden, Maiersdorf, Netting és Stollhof.
A környező önkormányzatok: nyugatra Miesenbach, északra Waldegg, északkeletre Markt Piesting, keletre Winzendorf-Muthmannsdorf, délre Willendorf és Höflein an der Hohen Wand.

## Története
A község területe a kőkorszak óta lakott. A 19. században itt fedezték fel az i. e. 4 évezredből származó, rézkori ékszerekből és fegyverekből álló stollhofi kincset, amelyben megtalálhatóak Ausztria legrégebbi aranytárgyai is. Az első településmaradványok a vaskori hallstati kultúrához köthetőek. A község települései közül Maiersdorfot 1128-ban, Stollhofot 1147-ben, Nettinget 1239-ben, Gaadent pedig 1377-ben említik először. Közülük a messze legnagyobb Maiersdorf a 16. század végén 40 házból állott. Bécs első (1529) és második (1683) török ostroma alatt a lakosság az erődtemplomban, illetve a hegyek barlangjaiban kereset menedéket; a falvakat a törökök felégették. A napóleoni háborúk alatt 1805-ben és 1809-ben francia katonák rekviráltak. A lakosság elsősorban mezőgazdaságból (a filoxéra megjelenéséig szőlőtermesztésből is) élt, de foglalkoztak szén- és mészégetéssel, vadászattal is, 1830-1967 között pedig szénbánya is működött a hegységben. 1832-ben, 1835-ben és 1866-ban kolerajárvány sújtotta a régiót. 1925-ben Maiersdorfban egy tűzvész 30 házat elpusztított. 
Az 1848-as forradalom után megalakulhattak a települési önkormányzatok. 1854-ben Maiersdorf és Netting hozott létre önálló községet. 1879-ben a Muthmannsdorftól, illetve Dreistettentől elszakadó Stollhof és Gaaden önállósodott. 
A falvak életében egyre nagyobb szerepet játszott az idegenforgalom. Jelentős fellendülést hozott a Hohe Wandstrasse 1932-ers megépítése és a natúrpark 1969-es megalapítása. 1971-ben Maiersdorf és Stollhof községek Hohe Wand néven egyesültek. 

## Lakosság
A Hohe Wand-i önkormányzat területén 2020 januárjában 1402 fő élt. A lakosságszám kisebb megszakításokkal 1890 óta gyarapodó tendenciát mutat. 2018-ban az ittlakók 94,3%-a volt osztrák állampolgár; a külföldiek közül 2,4% a régi (2004 előtti), 2% az új EU-tagállamokból érkezett. 0,1% a volt Jugoszlávia (Szlovénia és Horvátország nélkül) vagy Törökország, 1,2% egyéb országok polgára volt. 2001-ben a lakosok 85,7%-a római katolikusnak, 2,3% evangélikusnak, 1,1% mohamedánnak, 9,2% pedig felekezeten kívülinek vallotta magát. Ugyanekkor 8 magyar élt a községben. 
A népesség változása:

| 2016 | 1 445 |
| 2018 | 1 428 |

## Látnivalók
- a meiersdorfi román-gótikus Keresztelő Szt. János-plébániatemplom
- a Szt. Engelbert-templom az 1934-ben meggyilkolt Engelbert Dollfuß kancellár emlékére épült
- a helytörténeti és alpesi múzeum
- a Hohe Wand-natúrpark számos kikapcsolódási lehetőséggel

## Fordítás
- Ez a szócikk részben vagy egészben  a   Hohe Wand című német Wikipédia-szócikk ezen változatának fordításán alapul.  Az eredeti cikk szerkesztőit annak laptörténete sorolja fel. Ez a jelzés csupán a megfogalmazás eredetét és a szerzői jogokat jelzi, nem szolgál a cikkben szereplő információk forrásmegjelöléseként.